# Maroko na Letních olympijských hrách 1988
Maroko na Letních olympijských hrách v roce 1988 v jihokorejském Soulu reprezentovala výprava 27 sportovců (24 mužů a 3 žen) soutěžících ve 4 sportech.

## Medailisté
| Medaile | Jméno           | Sport    | Soutěž                    |
| ------- | --------------- | -------- | ------------------------- |
| Zlato   | Brahim Boutayeb | Atletika | Muži běh na 10 000 m      |
| Bronz   | Saïd Aouita     | Atletika | Muži běh na 800 m         |
| Bronz   | Abdel Hak Achik | Box      | muži pérová váha do 57 kg |